# Yolté
Yolté är en ort i Mexiko.   Den ligger i kommunen Larráinzar och delstaten Chiapas, i den sydöstra delen av landet, 700 km öster om huvudstaden Mexico City. Yolté ligger 2 099 meter över havet och antalet invånare är 240.
Terrängen runt Yolté är kuperad åt sydväst, men åt nordost är den bergig. Runt Yolté är det ganska tätbefolkat, med 166 invånare per kvadratkilometer. Närmaste större samhälle är Bochil, 15,5 km nordväst om Yolté. I omgivningarna runt Yolté växer i huvudsak städsegrön lövskog.